# Бушбок
Бушбок, або антилопа гуіб, також строката лісова антилопа (Tragelaphus scriptus) — вид бикових роду куду (Tragelaphus).

## Опис
Бушбок сягає висоту в холці до 1 м, масу до 80 кг, це найдрібніша з лісових антилоп. Самці більші за самок. Статурою бушбок нагадує ситатунгу і гірську ньяла, але здається дещо горбатим, оскільки задні ноги у нього довші передніх. Роги (тільки у самців) ребристі, спіральні довжиною до 60 см. Забарвлення сильно варіює: від світлого жовтувато-бурого до майже чорного. На вухах, підборідді, хвості, ногах, шиї і крижах помітні білі смуги або плями, а у деяких особин білі смуги на боках, навколо нижньої частини шиї і уздовж спини нагадують збрую.

## Поширення
Ця антилопа зустрічається майже по всій Центральній і Південно-Західній Африці, але зазвичай поруч з густими заростями чагарників, де ховається у разі небезпеки. Як у горах, так і на рівнинах він тісно пов'язаний з лісами різного типу; там же, де немає лісів, бушбок задовольняється чагарниковими заростями, причому добре уживається в безпосередній близькості від людських поселень. Побачити його на відкритому місці майже неможливо. Сама назва бушбок походить від слова «буш» — густий колючий чагарник. Подібно ситатунзі, бушбок добре плаває і заселив кілька лісистих островів на озері Вікторія.

## Спосіб життя
Бушбоки не утворюють стад і зазвичай тримаються поодинці або парами. Кожна тварина має своїм індивідуальним ділянкою, з якої виганяє одноплемінників, що випадково зайшли. Живляться бушбоки в ранкові та вечірні години, іноді й після заходу сонця, а день проводять в укритті, у густих, важкопрохідних заростях. Основна їжа — молоде листя і пагони. Там, де на бушбок полюють, він дуже обережний; рятуючись від небезпеки, робить величезні стрибки, що досягають 5-6 м у довжину.

## Підвиди
Існує 8 підвидів бушбока
- T. s. scriptus Pallas, 1766;
- T. s. bor Heuglin, 1877;
- T. s. decula Rüppell, 1835;
- T. s. fasciatus Pocock, 1900;
- T. s. knutsoni Lönnberg, 1905;
- T. s. meneliki Neumann, 1902;
- T. s. ornatus Pocock, 1900;
- T. s. sylvaticus Sparrman, 1780.